# XCF
XCF, abreviação de eXperimental Computing Facility, é o formato nativo de imagens do software GIMP (GNU Image Manipulation Program), que é um editor de imagens bitmap.